# Rudolphe Cuendet
Rudolphe Cuendet (1887 – 9. února 1954, Sainte-Croix) byl švýcarský reprezentační hokejový útočník.
V roce 1920 byl členem Švýcarského hokejové týmu, který skončil pátý na zimních olympijských hrách.